# حرارت مرده (فیلم ۲۰۰۲)
حرارت مرده (به انگلیسی: dead heat) نام فیلمی محصول ۲۰۰۲ است که مارک مالون آن را در ژانر اکشن، درام و کمدی و بازیگری کیفر ساترلند، انتونی لاپاگلیا، رادا میشل، مایکل بنیر و کی پانابیکر عرضه کرده است.

## داستان
فیلم در مورد پلیسی است که به دلیل بیماری بازنشسته شده است. او بسیار افسرده است و قصد خودکشی دارد. برادرش او را متقاعد می‌کند که اسب مسابقه را بخرند و در مسابقه شرکت دهند اما مشکل از جایی شروع می‌شود که اسبشان توسط رئیس اوباش به سرقت می‌رود.